# Goat
A Goat svéd progresszív rock/pszichedelikus rock/worldbeat/afrobeat zenekar. Állításuk szerint Korpilombolóból származnak, valójában Göteborg a származási helyük. Első albumuk 2012-ben jelent meg a Rocket Recordings gondozásában, Észak-Amerikában pedig a Sub Pop adta ki. Második albumuk 2014-ben került piacra, harmadik nagylemezük pedig 2016-ban jelent meg.

## Története
A tagok még gyerekkorukban kezdtek zenélni, a helyi hagyomány szerint. Három fő tagjuk van Korpilombolóból, de koncertjeiken négy másik zenész is szerepel, akik göteborgiak.
Szerződést kötöttek egy angol lemezkiadóval, a Rocket Recordings-szal. 2012-ben jelent meg első kislemezük, a "Goatman", limitált kiadásban. Első nagylemezük ebben az évben jelent meg, és pozitív kritikákat kapott, és nemzetközi figyelmet is kivívott magának. A "Happy Mag" magazin "a 2010-es évek 25 legjobb pszichedelikus rock lemezei" listáján az 5. helyet szerezte meg.
Koncertjeiken maszkokat és jelmezeket viselnek.
2013 elején turnéztak az Egyesült Államokban, ugyanebben az évben már a Glastonbury Fesztiválon is játszottak, illetve az All Tomorrow's Parties fesztiválon, Angliában.

## Diszkográfia
- World Music (2012)
- Commune (2014)
- Requiem (2016)
- Oh Death (2022)
- Medicine (2023)
- VI (2024)